# Barç (Korça)
Barç falu Albánia délkeleti részén, a Morava-hegység nyugati lábainál, Korça közvetlen északkeleti szomszédságában. Korça megyén belül Korça községhez tartozik, Qendër Bulgarec alközség egyik települése. A falu nevezetes mint őskori régészeti helyszín, határában egy neolitikus telephelyet, valamint bronz- és vaskori halomsírokat is feltártak.

## Régészeti lelőhelyei
A falu határában található barçi neolitikus település (albán vendbanimi prehistorik i Barçit) feltárása során két megtelepedési kultúrréteget különítettek el a régészek: először a korai neolitikumban (i. e. 7000–6100) használták tartósan telephelyként (Barç I), majd a neolitikum végén (i. e. 3500–2600) ismét emberi lakhelyként szolgált ugyanaz a terület. A kora neolitikus rétegekben talált kő-, kova- és csonteszközök, agyagedények és kultikus tárgyak tipológiája alapján a podgoriei kultúrához sorolták a település műveltségét. Monokróm (vörös, sötétvörös, szürke vagy fekete) fazekastermékeik formai szempontból kevéssé voltak változatosak, a gömb vagy félgömb alakú, lapos vagy gyűrűszerűen kiképzett talppal rendelkező edények pereme egyenes, ritkán befelé forduló volt, füllel csak elvétve rendelkeztek. Díszítésüket tekintve a korszakra jellemző impresso- vagy barbotintechnika általános. A késő neolitikus rétegeket a maliqi műveltséggel analóg, világos okker vagy homoksárga, esetenként vörös vagy barna színű agyagedény-töredékek, terrakotta kultikus tárgyak jellemzik.
A barçi halomsírok (albán tumat e Barçit) keletkezése a középső bronzkorra, az i. e. 2. évezred első felére tehető, bár rendszeres feltárást csak a legnagyobb halomsíron végeztek (Barç 1). Ennek legrégebbi, kőlapokkal bélelt központi sírjában felhúzott térdekkel temették el a halottat, sírját pedig más albániai halomsírokhoz hasonlóan kőkörrel vették körbe. Az első sír mellett a középső vaskorig, kb. i. e. 850-ig még további kétszáz sírhelyet alakítottak ki, amelynek eredményeként az 1-es számú halomsír átmérője elérte a 41 métert, ezzel a kamenicai mellett a legnagyobb albániai halomsírok egyike lett. A sírmellékletek analógiás összevetése alapján nem kizárt, hogy a sír egészen a vaskor végéig, az i. e. 1. évezred közepéig használatban volt, a sötét kor protogeometrikus és geometrikus stílusú edényeinek sokasága a középső vaskori használatot mindenesetre visszaigazolja. Az i. e. 2. évezred etnikai és társadalmi folyamatainak megértése szempontjából azonban jóval jelentősebbek a sír bronzkori rétegei. Egyfelől az arany és bronz ékszerek, brossok és ruhadíszek tömege egy fejlett, jólétben élő közösségről vall, amelyben a társadalmi differenciálódás is előrehaladott volt. Ugyanakkor míg más korabeli albániai lelőhelyeken (Mat-vidék, Drin-völgy stb.) a vezető réteg sírjaiban számottevő volt a fegyverek aránya, Barçban a helyi fémművesek által előállított Duna-medencei fegyvertípusok csak a vaskor elején jelentek meg. A barçi sírokból előkerült fazekastermékek nagy része a közeli maliqi kultúra edényeit idézi, de jelentős a jóval északabbi, a mai nyugat-szerbiai lelőhelyekről (pl. Belotić, Bela Crkva) ismert edénytípusok aránya is. Ezek az albániai bronzkori lelőhelyeken ritka északi kultúrjavak az albán régészettudomány szerint azt látszanak igazolni, hogy az i. e. 3. évezred végéig lezáruló nagy indoeurópai vándorlás során a keletről érkező új népességelemeknek csak kis része jutott el a mai Albánia területére. Ezt látszanak visszaigazolni a barçi halomsír központi sírjában nyugvó csontváz antropológiai vizsgálatai is, amelyek eredményeként megállapították, hogy az nem az őshonos mediterrán vagy paleobalkáni, hanem indoeurópai népesség embertani jegyeit viseli magán.